# Deregulierung
Deregulierung bedeutet in der Ordnungspolitik, einem Teilbereich der Wirtschaftspolitik, die Vereinfachung von Marktregulierung durch den Abbau staatlicher Vorschriften und Normen.

## Wirtschaftliche Bedeutung

### Ziele
Absicht der Deregulierung ist die Liberalisierung der Märkte, mit dem Ziel
- Innovationen durch Wettbewerb zu fördern
- Investitionen zu fördern und damit neue Arbeitsplätze zu schaffen
- in den Unternehmen höhere Effizienz zu erreichen
- dem Staat eine Entlastung der öffentlichen Haushalte zu ermöglichen.

Diese Ziele können alle gemeinsam oder einzeln, getrennt verfolgt werden. Ansatzpunkte von Deregulierungen können die Stärke (Verringerung der Anzahl von Spezialvorschriften) und der Umfang (Verringerung der Anzahl der Bereiche) der Regulierung sein. Sie können sich auf Preise, Mengen, Normen, Vorschriften – wie z. B. Umweltschutzbestimmungen – beziehen.
Begründet wird Deregulierung mit den Grenzen der Steuerbarkeit komplexer Prozesse. Geht die staatliche Regulierung zu weit, dann ergeben sich daraus negative mikro- und makroökonomischen Folgen, die z. B. wirtschaftliche Aktivitäten verhindern oder in eine falsche Richtung lenken. Aus wettbewerbspolitischer Sicht soll mit Hilfe von Deregulierungen eine Beseitigung von marktwirtschaftlichen Verzerrungen erreicht werden. Viele Ökonomen gehen allerdings bei Marktversagen von der Notwendigkeit staatlicher Eingriffe aus, während er sich in Fällen, in denen kein Marktversagen vorliegt, aus dem Marktgeschehen zurückziehen sollte, etwa bei privaten Gütern.

### Wirkung
Verschiedene Studien messen der Deregulierung eine jobschaffende Wirkung bei. Laut einer von BAK Basel Economics, dem Institut für Angewandte Wirtschaftsforschung (IAW) Tübingen und der Prognos AG Basel erstellten Analyse der Daten von 20 OECD-Ländern für den Zeitraum 1980 bis 1998 zieht eine Deregulierung der Gütermärkte mittelfristig eindeutig positive Wachstums- und Beschäftigungseffekte nach sich. Eine Deregulierung des Arbeitsmarktes beeinflusse die Entwicklung der Arbeitslosigkeit laut der Studie jedoch nicht. Das Institut der deutschen Wirtschaft Köln (IW) kam 2006 hingegen zu dem Ergebnis, dass der Anteil der Langzeitarbeitslosigkeit an der gesamten Arbeitslosigkeit in Ländern mit weniger Regulierung mit knapp 20 % sehr viel geringer sei als in Deutschland mit über 50 %.
Deregulierung auf den Finanzmärkten wird einer Studie zufolge nach der Finanzkrise ab 2007 als krisenverschärfend beurteilt. Stabilisierend wirkte sich dagegen ein deregulierter Arbeitsmarkt aus.

### Kartell- und Preisregulierung
Die Deregulierung alleine führt nicht immer zu (dauerhaft) funktionierenden Märkten. Beispielsweise hat die Zerschlagung des AT&T-Konzerns 1984, der durch die Regulierung des amerikanischen Telekommunikationsmarktes zum Monopolisten geworden war, zu vielen einzelnen Gesellschaften geführt, die miteinander im Wettbewerb standen. Inzwischen sind aber durch gegenseitige Aufkäufe aus dem ursprünglichen Kreis nur noch drei davon übrig. Um funktionierende Märkte zu erhalten, werden deswegen auch staatliche Eingriffe durch Kartellbehörden als erforderlich angesehen. Privatisierung geht insofern nicht nur mit Formen der Deregulierung, sondern auch mit Re-Regulierung Hand in Hand: neben dem Wettbewerbsrecht gilt dies etwa für die Preispolitik. So wurden im Zusammenhang mit Privatisierungen in OECD-Ländern zahlreiche Regulierungsbehörden eingerichtet. Der Politikwissenschaftler Giandomenico Majone spricht daher davon, dass Deregulierung „ein notorisch missverständlicher Terminus“ sei. Aus der Perspektive der Theorie des regulativen Kapitalismus wird vertreten, dass das Ausmaß der Regulierung durch die Bemühungen um Privatisierung und Globalisierung seit Anfang der 1980er Jahre eher zu- als abgenommen habe.

## Beispiele

### Rechtliche Deregulierung
- Umwandlung öffentlich-rechtlicher Monopolversicherungen in juristische Personen des Privatrechts[7]
- In den USA der Airline Deregulation Act.

### Regulierung
- Staatsmonopole
- Flugsicherung in Deutschland
- Ladenschlussgesetze
- Buchpreisbindung
- Schornsteinfeger hatten bis Dezember 2012 Gebietsmonopole (Kehrmonopol). In Deutschland hatte man nicht die Freiheit, sich seinen Schornsteinfeger frei auszusuchen. Im Jahr 2007 gab es 7.810 bestellte Bezirksschornsteinfegermeister.[8]
- Glühbirnenverbot

## Kritik
Andrew Sayer stimmt der Analyse von Michael Hudson zu, dass die Finanzbranche in den USA seit den 1980er-Jahren die Konzentration von Reichtum genutzt hat um die Regierung, das Justizministerium und die Aufsichtsbehörden zu kaufen, damit sie die Finanzbranche deregulieren und Finanzbetrug entkriminalisieren. Re-Regulierungen hätten nur den großen Akteuren genützt.